# 前田稔晴
前田 稔靖（まえだ としやす、1889年（明治22年）11月9日 - 1945年（昭和20年）12月4日）は、日本の内務官僚。小倉市助役。九州帝国大学学生主事、講師。九州法学校設立者。福岡県出身。

## 人物
福岡県企救郡足立村（現北九州市小倉北区）の素封家に生まれる。旧制豊津中学校（現福岡県立育徳館中学校・高等学校）、第一高等学校を経て、1915年、京都帝国大学法科大学政治学科を卒業。同年10月、文官高等試験行政科試験に合格し、大阪市役所を経て台湾総督府に移り、1922年、台湾総督府財務局事務官で退官し、その後、長崎高等商業学校教授に就任した。
1926年から1929年まで小倉市助役を務めた。また時の市長・神崎慶次郎と共に陸軍造兵廠を誘致した。その後九州帝国大学学生主事として務める傍ら1929年、同法文学部教授に就任。同年、大澤章らと共に小倉市（前田個人の所有地、尚、昼間は義父の長崎常 (八幡大学教授長崎明の実父)が小倉高等予備校を経営) に法律の夜間学校設立を企画。1930年、九州法学院(後 九州法学校)が開校された。1934年、九法卒業生の専修大学専門部法科編入資格認可に尽力した。そして1940年、九州専門学校設立に関わった後学校経営から退く(実質経営は宇賀田順三を中心とした理事会に移行)。
その後は再び高等文官として国の様々な要職に就くが、1945年民生復興の公務中クアラルンプールで死去した。

## 著書
- 『土地増価税論』帝国地方行政学会 (大正14年) [4]
- 『質屋公営論　自治制研究　第2編』金栄堂書店 (昭和2年)[5]
- 『国民経済論』九州法学校出版部　(昭和7年)[5]

## 訳書
- 『植民地と植民政策』　Paul Leutwein 著　九州法学校出版部  (昭和11年)[5]